# Ulina Mała
Ulina Mała – wieś w Polsce położona w województwie małopolskim, w powiecie miechowskim, w gminie Gołcza.
W latach 1975–1998 miejscowość administracyjnie należała do województwa krakowskiego. Integralne części miejscowości: Kondej Uliny Małej, Podgruszawie, Podlesie.
Tutaj oddziały Józefa Piłsudskiego walczyły z formacjami wojska rosyjskiego. Wykonując nieprawdopodobnie ryzykowny manewr wyrwały się z okrążenia wojsk rosyjskich i dotarły do Krakowa.
W 1576 r. Właścicielem części wsi Ulina Mała był szlachcic Seweryn Skowron herbu Prus I. Pozostała część wsi należała do prebendy sieciechowskiej.